# Notopleura epiphytica
Notopleura epiphytica là một loài thực vật có hoa trong họ Thiến thảo. Loài này được (K.Krause) C.M.Taylor mô tả khoa học đầu tiên năm 2001.